# Ричард Рорти
Ричард МеКеј Рорти (Њујорк, 4. октобар 1931 – 8. јун 2007) био је амерички филозоф. Образован на Универзитету у Чикагу и на Универзитету Јејл, имао је снажна интересовања и обуку како из историје филозофије, тако и из савремене аналитичке филозофије, од којих је последња била главни фокус његовог рада на Универзитету Принстон 1960-их. Касније је одбацио филозофску традицију према којој знање укључује тачно представљање („огледало природе“) света чије постојање остаје потпуно независно од тог представљања.
Рорти је имао дугу и разноврсну академску каријеру, укључујући позиције стјуарта професора филозофије на Универзитету Принстон, кенана професора хуманистичких наука на Универзитету Вирџиније и професора упоредне књижевности на Универзитету Станфорд. Међу његовим најутицајнијим књигама су Philosophy and the Mirror of Nature (1979), Consequences of Pragmatism (1982) и Contingency, Irony, and Solidarity (1989).
Рорти је на идеју знања као на „огледало природе“ гледао као на свеприсутну историју западне филозофије. Против овог приступа, Рорти се залагао за нови облик америчког прагматизма (који се понекад назива и неопрагматизам) у којем научне и филозофске методе чине само скуп потенцијалних „речника“ које људи напуштају или усвајају током времена у складу са друштвеним конвенцијама и корисношћу. Рорти је веровао да би напуштање репрезентационистичких извештаја о знању и језику довело до стања ума које је називао „иронизам“, у којем људи постају потпуно свесни непредвиђених случајева који су смештени у историју и свог филозофског речника. Рорти је овај бренд филозофије везао за појам „социјалне наде“; веровао је да ће се без репрезентационистичких рачуна и без метафора између ума и света људско друштво понашати мирније. Такође је нагласио разлоге због којих тумачење културе као разговора представља кључни концепт „постфилозофске“ културе одлучне да напусти репрезентационистичке извештаје о традиционалној епистемологији, укључујући амерички прагматизам са метафизичким натурализмом.

## Биографија
Ричард Рорти је рођен 4. октобра 1931. у Њујорку. Његови родитељи, Џејмс и Винифред Рорти, били су активисти, писци и социјалдемократе. Његов деда по мајци, Волтер Рошенбуш, био је централна личност покрета Социјалног јеванђеља почетком 20. века. Његов отац је у каснијем животу доживео два нервна слома. Други слом, који је имао почетком 1960-их, био је озбиљнији и „укључивао је претензије на божанску предзнаност." Сходно томе, Ричард Рорти је као тинејџер пао у депресију и 1962. започео шестогодишњу психијатријску анализу опсесивне неурозе. . О лепоти руралних орхидеја Њу Џерзија Рорти је писао у својој краткој аутобиографији Trotsky and the Wild Orchids и својој жељи да споји естетску лепоту и социјалну правду. Некролог његовог колеге Јиргена Хабермаса за Рортија истиче да су Рортијева контрасна искуства из детињства, попут лепих орхидеја у односу на читање књиге у родитељској кући која је бранила Лава Троцког од Стаљина, створила рано интересовање за филозофију. Рортија описује као ироничара:
Рортију ироничару ништа није свето. Упитан на крају свог живота о „светом“, строги атеиста одговорио је речима које су подсећале на младог Хегела: „Моје осећање светог повезано је са надом да ће једног дана моји далеки потомци живети у глобалној цивилизацији у која је љубав у основи једини закон.“
Рорти се уписао на Универзитет у Чикагу мало пре навршених 15 година, где је стекао звање првоступника и магистра филозофије (студирао код Ричарда МекКеона), настављајући докторат из филозофије на Универзитету Јејл (1952–1956). Оженио се другом академкињом, Амели Оксенберг (професорком на Харвардском универзитету), са којом је 1954. године добио сина Џеја Рортија. После две године у војсци Сједињених Држава, предавао је на Велсли Колеџу три године до 1961. Рорти се развео од супруге, а затим се оженио биоетичарком Универзитета Станфорд Мери Варни 1972. Имали су двоје деце, Кевина и Патрицију. Док је Ричард Рорти био „строги атеиста“, Мери Варни Рорти је била практикујући мормон.
Рорти је био професор филозофије на Универзитету Принстон 21 годину. 1981. године био је добитник Макартур стипендије, познате као „Генијева награда“, у првој години доделе, а 1982. године постао је Кенан професор хуманистичких наука на Универзитету у Виргинији. 1998. Рорти је постао професор упоредне књижевности (и филозофије) на Универзитету Станфорд, где је провео остатак своје академске каријере. Током овог периода био је посебно популаран, а једном је подстицао да је распоређен на место „пролазног професора модерних студија“. Писац и неурознанственик Сем Харис студирао је код Рортија као додипломац на Станфорду; Харис је касније приметио да „Само сам се бескрајно расправљао с њим, али сматрао сам да је то невероватно корисно у усавршавању мојих ставова." 
Рортијева докторска дисертација, The Concept of Potentiality била је историјска студија концепта, завршена под надзором Пола Вајса, али његова прва књига (као уредник), The Linguistic Turn (1967), била је чврсто у преовлађујућем аналитичком начину, прикупљајући класичне есеје о језичком заокрету у аналитичкој филозофији. Међутим, постепено се упознао са америчким филозофским покретом познатим под именом прагматизам, посебно са списима Џона Дјуија. Занимљив рад који су радили аналитички филозофи попут Виларда Ван Ормана Квина и Вилфрид Селарса изазвао је значајне помаке у његовом размишљању, што се одразило на његову следећу књигу Philosophy and the Mirror of Nature (1979).

Прагматичари углавном сматрају да је значење предлога одређено његовом употребом у лингвистичкој пракси. Рорти је комбиновао прагматизам о истини и другим стварима са каснијом Витгенштајновом филозофијом језика која је изјавила да је значење друштвено-језички производ, а реченице се не доводе у везу са светом у дописном односу. Рорти је у својој књизи Contingency, Irony, and Solidarity (1989) написао:
Истина не може бити тамо - не може постојати независно од људског ума - јер реченице не могу постојати или бити споља. Свет је тамо, али описи света нису. Само описи света могу бити истинити или нетачни. Свет сам без помоћи описивања људских активности не може.“
Овакви погледи навели су Рортија да преиспита многе најосновније филозофске претпоставке - а довели су и до тога да је ухапшен као постмодерни / деконструкционистички филозоф. Заправо, од краја 1980-их до 1990-их, Рорти се фокусирао на континенталну филозофску традицију, испитујући дела Фридериха Ничеа, Мартина Хајдегера, Мишела Фукоа, Жан-Франсоа Лиотарда и Жак Дериде. Његова дела из овог периода су укључивала: Contingency, Irony, and Solidarity (1989); Essays on Heidegger and Others: Philosophical Papers  (1991); и Truth and Progress: Philosophical Papers  (1998).
Последња два дела покушавају да премосте подвојеност између аналитичке и континенталне филозофије тврдећи да се две традиције допуњују, а не супротстављају једна другој.
Према Рортију, аналитичка филозофија можда није оправдала своје претензије и можда није решила загонетке за које је мислила да јесте. Па ипак, таква филозофија је у процесу проналажења разлога за остављање тих претензија и загонетки помогла себи да стекне важно место у историји идеја. Одустајањем од потраге за аподиктичношћу и коначношћу коју је Едмунд Хусерл делио са Рудолфом Карнапом и Бертрандом Раселом и проналажењем нових разлога за мишљење да таква потрага никада неће успети, аналитичка филозофија је очистила пут који води прошлост сцијентизма, баш као што су немачки идеалисти очистили пут који је водио око емпиризма.
У последњих петнаест година свог живота, Рорти је наставио да објављује своје списе, укључујући четири тома архивираних филозофских радова, Achieving Our Country  (1998), политички манифест делимично заснован на читањима Дјуија и Валта Вајтмана у којима је бранио идеју прогресивне, прагматичне левице против онога што он осећа поразним, антилибералним, антихуманистичким позицијама које заговарају критичка левица и континентална школа. Рорти је сматрао да су ове антихуманистичке позиције персонификоване личностима попут Ничеа, Хајдегера и Фукоа. Такви теоретичари су такође били криви за „обрнути платонизам“ у којем су покушавали да створе свеобухватне, метафизичке, „узвишене“ филозофије - што је у ствари противречило њиховим основним тврдњама да су иронични и контингентни. Последња Рортијева дела, након пресељења на Универзитет Станфорд, тицала су се места религије у савременом животу, либералних заједница, упоредне књижевности и филозофије као „културне политике“.
Убрзо пре смрти, написао је комад под називом The Fire of Life (објављен у издању часописа Poetry у новембру 2007.), у којем медитира о својој дијагнози и удобности поезије. Закључује: "Сада бих волео да сам провео нешто више свог живота са стиховима. То није зато што се бојим да сам пропустио истине које се не могу изјавити у прози. Не постоје такве истине; о смрти нема ничега што Свинбурн и Ландор су знали, али Епикур и Хајдегер нису успели да то схвате, већ зато што бих живео потпуније да сам могао да звецкам са више старих кестена - баш као што бих то учинио да сам стекао више блиских пријатеља. богатији речници су потпуно људски - удаљени од звери - од оних са сиромашнијим; појединачни мушкарци и жене су потпуно људски када су њихова сећања обилно обложена стиховима."
8. јуна 2007, Рорти је умро у свом дому од рака гуштераче.

## Главна дела

### Philosophy and the Mirror of Nature
У Philosophy and the Mirror of Nature (1979), Рорти тврди да централни проблеми модерне епистемологије зависе од слике ума који покушава верно да представља (или „огледало“) независну од ума, спољну стварност. Ако се одрекнемо ове метафоре, онда је читав подухват темељне епистемологије погрешан. Оснивач сматра да би избегао назадовање својствено тврђењу да су сва уверења оправдана другим уверењима, нека уверења морају бити самооправдавајућа и чинити темеље читавом знању.
У Philosophy and the Mirror of Nature критикована су два чула „основаности“. У епистемолошком смислу, Рорти је критиковао покушај оправдања тврдњи о знању тако што их је пронашао у низу темеља (нпр. саморазумљиве премисе или неинференцијалне сензације); шире, критиковао је тврдњу филозофије да темељно функционише у оквиру културе. Први аргумент се ослања на Селарсову критику идеје да у чулном опажању постоји „дато“, у комбинацији са Квиновом критиком разлике између аналитичких реченица (реченица које су истините само на основу онога што значе) и синтетичких реченица (реченица остварује свет).
Свака критика, која се узима сама, представља проблем за концепцију како филозофија треба да напредује, али оставља довољно традиције нетакнутом да би наставила са својим некадашњим тежњама. У комбинацији, тврдио је Рорти, две критике су поражавајуће. Без привилегованог увида у структуру веровања и привилегованог царства истина или значења, ми уместо тога имамо знање као она веровања која плаћају свој пут. Рорти је тврдио да је једини стварни опис стварног процеса истраге био Кунијев приказ стандардних фаза напретка дисциплина, осцилирајући кроз нормалне и ненормалне периоде, између рутинског решавања проблема и интелектуалних криза.
Након што је одбацио фундаментализам, Рорти тврди да је једна од ретких улога која остаје филозофу да делује као интелектуални гадфли, покушавајући да изазове револуционарни раскид са претходном праксом, улогу коју је Рорти радо преузео на себе. Рорти предлаже да свака генерација покушава да све дисциплине подвргне моделу који користи најуспешнија дисциплина дана. По Рортијевом мишљењу, успех модерне науке навео је академике у филозофији и хуманистичким наукама да погрешно опонашају научне методе. Philosophy and the Mirror of Nature популаризовали су и проширили идеје Вилфрида Селарса (критика мита о датости) и Виларда Ван Ормана Квајна (критика аналитичко-синтетичке дистинкције) и других који заговарају витгенштајновску доктрину о „растварању“, пре него решавање филозофских проблема.

### Contingency, Irony, and Solidarity
У  Contingency, Irony, and Solidarity (1989), Рорти напушта специфично аналитичке начине експликације у корист наративног пастиша како би развио алтернативни концептуални речник "платонистима" које одбацује. Ова шема заснована је на уверењу да не постоји вредна теорија истине, осим неепистемске семантичке (као што се Доналд Дејвидсон развио из дела Алфреда Тарског). Рорти предлаже да задатак филозофије треба разликовати по јавној и приватној линији. Од приватних филозофа, који пружају веће способности да се (пре) стварају, поглед прилагођен Ничеу и који Рорти такође идентификује са романима Марсела Пруста и Владимира Набокова, не треба очекивати да помажу у јавним проблемима. За јавну филозофију, неко би се могао обратити Ролсу или Хабермасу.
Ова књига такође означава његов први покушај да посебно артикулише политичку визију која је у складу са његовом филозофијом, визијом разнолике заједнице повезане опорбом окрутности, а не апстрактним идејама попут „правде“ или „заједничке хуманости“, вођене од стране одвајања јавног и приватног подручја живота.
У овој књизи Рорти уводи терминологију иронизма, којом се служи за описивање свог начина размишљања и своје филозофије.

### Objectivity, Relativism, and Truth
Међу есејима из Objectivity, Relativism, and Truth: Philosophical Papers, Volume 1 (1990), налази се „Приоритет демократије филозофији“, у којем Рорти брани Ролса од комунитарних критичара. Рорти тврди да се либерализам може „слагати без филозофских претпоставки“, док истовремено признаје комунитарима да се „концепција сопства која чини заједницу конститутивном за себе добро слаже са либералном демократијом." За Рортија, о социјалним институцијама треба размишљати као о „експериментима у сарадњи, а не као покушајима отелотворења универзалног и неисторијског поретка."

### Essays on Heidegger and Others
У овом тексту Рорти се фокусира првенствено на континенталне филозофе Хајдегера и Дериду. Тврди да ови европски „пост-Ничеовци“ много деле са америчким прагматичарима, јер критикују метафизику и одбацују кореспонденциону теорију истине. Када разговара о Дериди, Рорти тврди да је Дерида најкориснији када се на њега гледа као на смешног писца који је покушао да заобиђе западну филозофску традицију, уместо као проналазача филозофске (или књижевне) „методе“. У том смислу, Рорти критикује Деридине следбенике попут Пола де Мана због тога што су деконструктивну теорију књижевности схватили превише озбиљно.

### Achieving Our Country
У Achieving Our Country: Leftist Thought in Twentieth-Century America (1997), Рорти прави разлику између онога што види као две стране левице, културне левице и прогресивне левице. Он критикује културну левицу, што су пример постструктуралисти попут Фукоа и постмодернисти попут Лиотарда, због нуђења критика друштва, али не и алтернатива (или алтернатива које су толико неодређене и опште да би могле бити абдикације). Иако ови интелектуалци проницљиво тврде о болестима у друштву, Рорти сугерише да не пружају алтернативе и чак повремено негирају могућност напретка. С друге стране, прогресивна левица, који су за Рортија прагматичари Дјуи, Вајтман и Џејмс Болдвин, дали наду у бољу будућност као свој приоритет. Без наде, тврди Рорти, промене су духовно незамисливе и културна левица је почела да рађа цинизам. Рорти прогресивну левицу види као да делује у филозофском духу прагматизма.

## О људским правима
Рортијев појам људских права заснован је на појму сентименталности. Тврдио је да су људи током историје осмислили различита средства за схватање одређених група појединаца као нељудских или подљудских. Размишљање у рационалистичком (темељном) погледу неће решити овај проблем, тврдио је он. Рорти се залагао за стварање културе глобалних људских права како би се спречило да се кршења догађају сентименталним образовањем. Тврдио је да би требало створити осећај емпатије или подучавати емпатију другима како би разумели туђу патњу.

## Пријем и критика
Сузан Хак је жестока критичарка Рортијевог неопрагматизма. Хак критикује Рортијеву тврдњу да је уопште прагматичар и написала је кратку представу под називом We Pragmatists, где Рорти и Чарлс Сандерс Перс воде измишљени разговор користећи само тачне цитате из сопственог писања. За Хак је једина веза између Рортијевог неопрагматизма и Персовог прагматизма, име. Хак верује да је Рортијев неопрагматизам антифилозофски и антиинтелектуалан, а људе додатно излаже реторичким манипулацијама.

Иако је Рорти био признати либерал, коментатори с левице напали су његову политичку и моралну филозофију, од којих неки сматрају да нису довољни оквири за социјалну правду. Рорти је такође критикован због одбацивања идеје да наука може приказати свет. Једна од критика, посебно Contingency, Irony, and Solidarity, јесте да је Рортијев филозофски херој, ироничар, елитистичка фигура. Рорти тврди да би већина људи била "здраворазумски номиналиста и историчар", али не и ирониста. Комбиновали би сталну пажњу према одређеном за разлику од трансцендентног (номинализам) са свешћу о свом месту у континуитету контингентног проживљеног искуства заједно са другим појединцима (историчарима), без нужне континуиране сумње у резултирајући поглед на свет као што то чини иронија. Ирониста је неко ко „има радикалне и трајне сумње у њихов коначни речник“; „схвата да аргумент изражен у њиховом речнику не може нити да потпише нити да разреши ове сумње“; и „не мисли да је њихов речник ближи стварности од осталих“ (Contingency, Irony, and Solidarity). С друге стране, италијански филозоф Ђани Ватимо и шпански филозоф Сантијаго Забала у својој књизи Hermeneutic Communism: from Heidegger to Marx из 2011. године потврђују да
заједно са Ричардом Рортијем такође сматрамо маном што је „главна ствар коју савремени академски марксисти наслеђују од Маркса и Енгелса уверење да потрага за задружном заједницом треба да буде научна, а не утопијска, сазнавајућа, а не романтична." Као што ћемо показати, херменеутика садржи све утопијске и романтичне црте на које се Рорти позива, јер, супротно знању науке, не претендује на модерну универзалност, већ на постмодерни партикуларизам.
Рорти се често ослања на широк спектар других филозофа који подржавају његове ставове, а његово тумачење њиховог дела је оспорено. Будући да ради на традицији реинтерпретације, не занима га „тачно“ приказивање других мислилаца, већ употреба на исти начин на који би књижевни критичар могао да користи роман. Његов есеј The Historiography of Philosophy: Four Genres темељит је опис како се односи према великанима у историји филозофије. У Contingency, Irony, and Solidarity, Рорти покушава разоружати оне који критикују његове списе тврдећи да се њихове филозофске критике врше користећи аксиоме које су изричито одбачене у Рортијевој сопственој филозофији. На пример, он дефинише наводе о ирационалности као афирмацију народне „другости“, па се - тврди Рорти - оптужбе за ирационалност могу очекивати током било ког аргумента и морају се једноставно одбацити.

## Демократија и филозофија
Рорти сматра да је неуспех репрезентационизма повезан са неуспехом другог просветитељског пројекта: пројекта утемељења наших политичких идеала у заједничкој људској природи. За Рортија, демократска, либерална власт је велико достигнуће, али не толико да се њеној вредности може дати неко филозофско оправдање. Уместо да покушавамо да филозофски оправдамо либералне демократске идеале, требало би да тежимо да своје филозофске идеале утемељимо на нашим демократским вредностима. Зато треба да престанемо да трагамо за објективним основама и уместо тога тежимо солидарности са нашим ближњима.
Рорти описује свој позитивистички политички став као либерални иронизам. Либералан, јер поставља самостварање и слободу као своје средишње вредности. Појединци треба да буду слободни од патње и насиља, као и да стварају и живе своју визију доброг живота. Али рортијевски либерал такође заузима ироничан став према сопственим либералним опредељењима. Он разуме да су његове вредности контингентни одраз његовог времена и места, а не одраз вредности укупног света. Оним критичарима који протестују да је ова позиција преслаба да би понудила довољну одбрану од тиранина, Рорти одговара да филозофија ионако није од користи против тираније и да они који верују да је све изгубљено без позивања на праве вредности света, деле становиште оних интелектуалаца из деветнаестог века који су веровали да је без Бога све дозвољено.
Рортија понекад оптужују да се више не бави филозофијом. И та оптужба је оправдана ако се филозофија разуме као посао представљања света онаквим какав он по себи јесте. Али Рортијеви сопствени погледи подстичу друкчије разумевање сврхе филозофије: задатак филозофије није толико да открије језик света, како је он то понекад исказивао, већ да измишља нове вокабуларе и средства за његов опис. У том смислу, Рортијев став према филозофији је марксовски: циљ филозофа није да топографски прикаже пејзаж какав јесте, већ да промени начин на који видимо свет; да слика нове пејзаже, нове слике.

## Награде и почасти
- 1973: Guggenheim Fellowship
- 1981: MacArthur Fellowship
- 1983: Elected to the American Academy of Arts and Sciences
- 2007: The Thomas Jefferson Medal, награђен од стране the American Philosophical Society

### Као аутор
- Philosophy and the Mirror of Nature. Princeton: Princeton University Press, 1979.
- Consequences of Pragmatism. 1982. ISBN 978-0816610631.. Minneapolis: University of Minnesota Press,
- Contingency, Irony, and Solidarity. 1989. ISBN 978-0521353816.. Cambridge: Cambridge University Press,
- Philosophical Papers vols. I–IV:
  - Rorty, Richard (1991). Objectivity, Relativism and Truth: Philosophical Papers I. Cambridge University Press. ISBN 978-0521353694.. Cambridge: Cambridge University Press,
  - Essays on Heidegger and Others: Philosophical Papers II. Cambridge: Cambridge University Press, 1991.
  - Truth and Progress: Philosophical Papers III. Cambridge: Cambridge University Press, 1998.
  - Philosophy as Cultural Politics: Philosophical Papers IV. Cambridge: Cambridge University Press, 2007.
- Mind, Language, and Metaphilosophy: Early Philosophical Papers. 2014. ISBN 978-1107612297.. Eds. S. Leach and J. Tartaglia. Cambridge: Cambridge University Press, .
- Achieving Our Country: Leftist Thought in Twentieth Century America. 1998. ISBN 978-0674003118.. Cambridge, MA: Harvard University Press,
- Philosophy and Social Hope. New York: Penguin, 2000.
- Against Bosses, Against Oligarchies: A Conversation with Richard Rorty. Chicago: Prickly Paradigm Press, 2002.
- The Future of Religion. 2005. ISBN 978-0231134941.. with Gianni Vattimo Ed. Santiago Zabala. New York: Columbia University Press,
- An Ethics for Today: Finding Common Ground Between Philosophy and Religion. 2005. ISBN 978-0231150569.. New York: Columbia University Press,

### Као уредник
- The Linguistic Turn, Essays in Philosophical Method. 1992. ISBN 978-0226725697.. (1967), ed. by Richard M. Rorty, University of Chicago press,  (an introduction and two retrospective essays)
- Philosophy in History. ed. by R. Rorty, J. B. Schneewind and Quentin Skinner, Cambridge: Cambridge University Press, 1985 (an essay by R. Rorty, "Historiography of philosophy", pp. 29–76)